# Saint-Malo-de-Guersac
Saint-Malo-de-Guersac település Franciaországban, Loire-Atlantique megyében. Lakosainak száma 3221 fő (2022. január 1.). Saint-Malo-de-Guersac Saint-Joachim, Crossac, Donges és Montoir-de-Bretagne községekkel határos.

## Népesség
A település népessége az elmúlt években az alábbi módon változott:
| Lakosok száma | 2247 | 3286 | 3294 | 3112 | 3211 | 3181 | 3166 | 3193 | 3206 | 3221 |
|               | 1968 | 1982 | 1990 | 2006 | 2013 | 2015 | 2017 | 2019 | 2020 | 2022 |